# Гусівка (Великобурлуцький район)
Гусівка — колишнє село в Україні, підпорядковувалося Чорненській сільській раді Великобурлуцького району Харківської області.
1997 року зняте з обліку.
Гусівка знаходилася на відстані 2 км від сіл Грачівка, Комісарове та Купине.

## Принагідно
- вікімапія